# Bomolochidae
Bomolochidae es una familia de copépodos.

## Géneros
- Acanthocolax Vervoort, 1969
- Acantholochus Cressey, 1984
- Bomolochus Nordmann, 1832
- Boylea Cressey, 1977
- Ceratocolax Vervoort, 1965
- Cresseyus Ho & Lin, 2006
- Dicrobomolochus Vervoort, 1969
- Hamaticolax Ho & Lin, 2006
- Holobomolochus Vervoort, 1969
- Holocolax Cressey, 1982
- Megacolax Izawa, 2021
- Naricolax Ho, Do & Kasahara, 1983
- Neobomolochus Cressey, 1981
- Nothobomolochus Vervoort, 1962
- Orbitacolax Shen, 1957
- Paraorbitacolax Izawa, 2021
- Pseudoeucanthus Brian, 1906
- Pseudorbitacolax Pillai, 1971
- Pumiliopes Shen, 1957
- Pumiliopsis Pillai, 1967
- Tegobomolochus Izawa, 1976
- Triceracolax Izawa, 2021
- Unicolax Cressey & Cressey, 1980